# Jeglewo
Jeglewo (niem. Tannenberg) – kolonia w Polsce położona w województwie warmińsko-mazurskim, w powiecie gołdapskim, w gminie Banie Mazurskie, w sołectwie Dąbrówka Polska.
W latach 1975–1998 miejscowość administracyjnie należała do województwa suwalskiego.